# Філадельфія (Міссісіпі)
Філадельфія (англ. Philadelphia) — місто (англ. city) в США, в окрузі Нешода штату Міссісіпі. Населення — 7118 осіб (2020).

## Географія
Філадельфія розташована за координатами 32°46′30″ пн. ш. 89°7′19″ зх. д. / 32.77500° пн. ш. 89.12194° зх. д. (32.775106, -89.122045).  За даними Бюро перепису населення США в 2010 році місто мало площу 31,66 км², з яких 31,62 км² — суходіл та 0,04 км² — водойми.

## Демографія
Згідно з переписом 2010 року, у місті мешкало 7477 осіб у 2973 домогосподарствах у складі 1933 родин. Густота населення становила 236 осіб/км².  Було 3389 помешкань (107/км²).
Расовий склад населення:
| - 47,3 % — білих - 46,9 % — чорних або афроамериканців - 2,2 % — корінних американців - 1,1 % — азіатів - 0,1 % — вихідців з тихоокеанських островів |

До двох чи більше рас належало 1,8 %. Частка іспаномовних становила 2,1 % від усіх жителів.
За віковим діапазоном населення розподілялося таким чином: 28,4 % — особи молодші 18 років, 56,0 % — особи у віці 18—64 років, 15,6 % — особи у віці 65 років та старші. Медіана віку мешканця становила 35,0 року. На 100 осіб жіночої статі у місті припадало 81,1 чоловіків;  на 100 жінок у віці від 18 років та старших — 75,9 чоловіків також старших 18 років.
Середній дохід на одне домашнє господарство  становив 47 257 доларів США (медіана — 30 911), а середній дохід на одну сім'ю — 56 742 долари (медіана — 45 328). Медіана доходів становила 42 218 доларів для чоловіків та 24 522 долари для жінок. За межею бідності перебувало 30,8 % осіб, у тому числі 45,5 % дітей у віці до 18 років та 15,4 % осіб у віці 65 років та старших.
Цивільне працевлаштоване населення становило 2943 особи. Основні галузі зайнятості: мистецтво, розваги та відпочинок — 23,6 %, освіта, охорона здоров'я та соціальна допомога — 22,6 %, роздрібна торгівля — 12,1 %, виробництво — 8,8 %.